# Козлів (Могилів-Подільський район)
Козлі́в — село в Україні, у Яришівській сільській громаді Могилів-Подільського району Вінницької області. Населення становить 684 особи.

## Географія
Вздовж села протікає річка Дністер.

## Історія
Поселення засновано 1582 року.
7 (20) листопада 1917 року, відповідно до Третього Універсалу Української Центральної Ради, увійшло до складу Української Народної Республіки.
З 24 серпня 1991 року село входить до складу незалежної України.
12 червня 2020 року, відповідно до Розпорядження Кабінету Міністрів України від № 707-р «Про визначення адміністративних центрів та затвердження територій територіальних громад Вінницької області», увійшло до складу Яришівської сільської громади.
19 липня 2020 року, в результаті адміністративно-територіальної реформи та ліквідації Могилів-Подільського району (1923 — 2020), село увійшло до складу новоутвореного Могилів-Подільського району.

## Пам'ятки
- Нагорянський заказник  — ботанічний заказник місцевого значення.

## Відомі люди
- Палій Петро Панасович (1933-2012) — український поет. Народився 14 грудня 1933 року у с. Козлів. Ще в дитинстві познайомився з «Кобзарем», який став улюбленою книгою. Під її магічним впливом починає віршувати. У шкільні роки виступає з віршами й фейлетонами в Яришівській районній газеті. У 1958 році закінчив факультет журналістики Київського держуніверситету. Працював редактором художньої літератури в обласному книжково-газетному видавництві міста Івано-Франківськ, а з 1964 році — у газеті «Радянська Буковина». Через хибний крок долі відбував дворічне вислання у Красноярському краї. Автор багатьох поетичних збірок: «Пісня з Карпат», «Березіль», «Повнодення», «Живу тобою, радосте», «Син», «Заграю на обірваній струні», «А за Брусницею, а за криницею… (Біль)», «Прощання з птицями», «Пливуть поволі білі лебеді, мій сум гойдають на крилі». «Одкровення»… Лауреат літературної премії імені Дмитра Загула (1993).

## Галерея

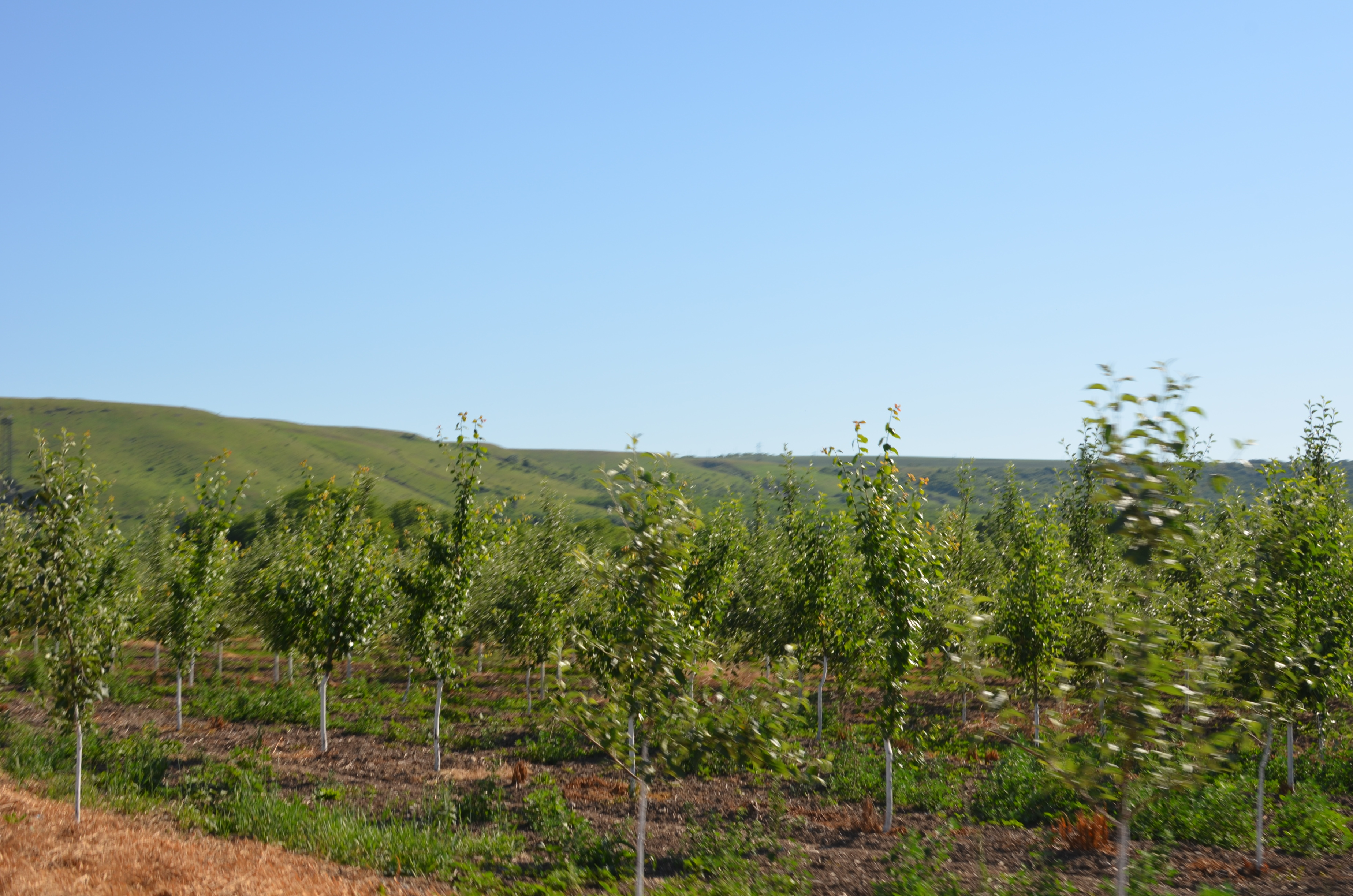
Сади поблизу села
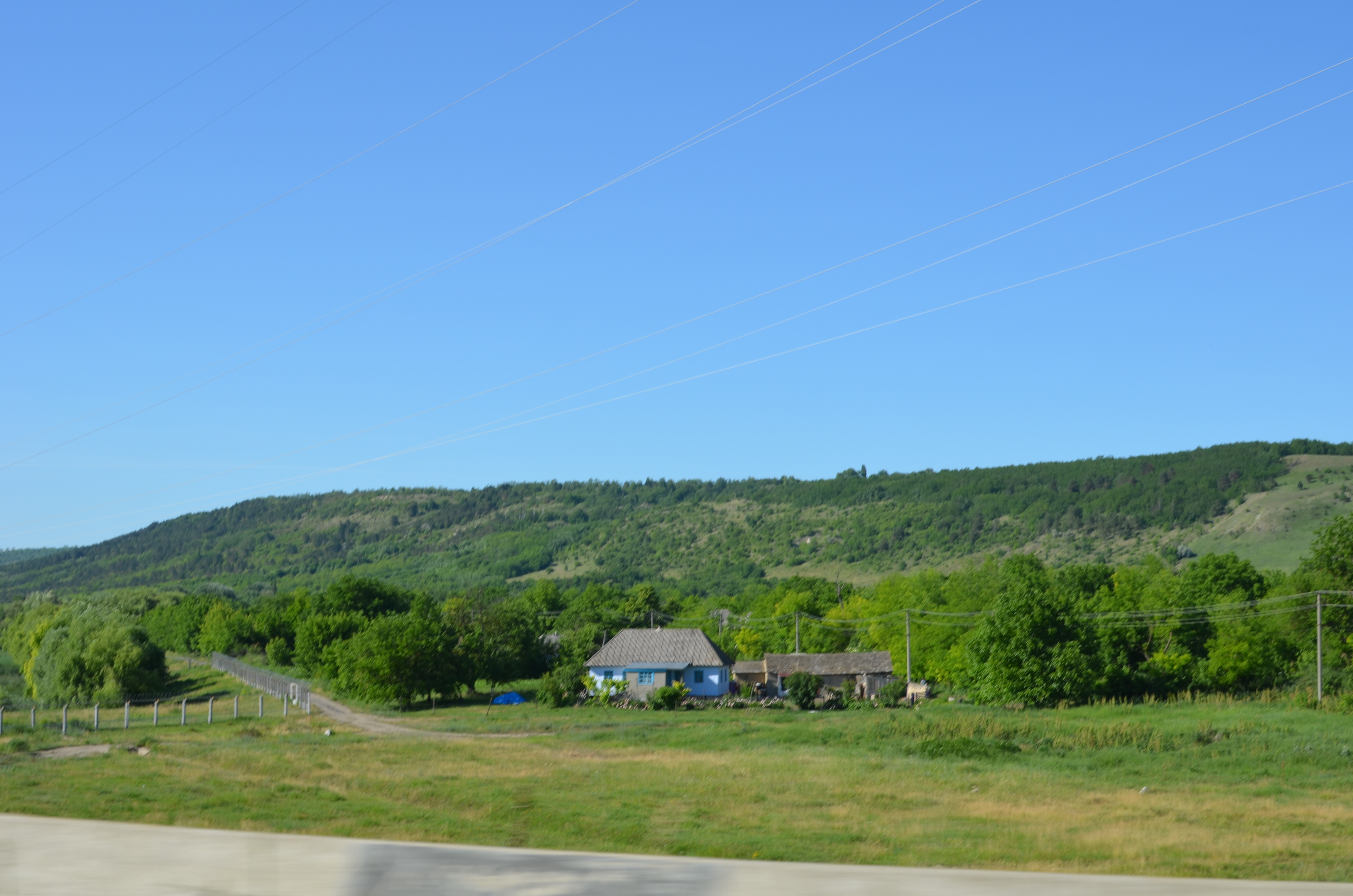
Сільські садиби
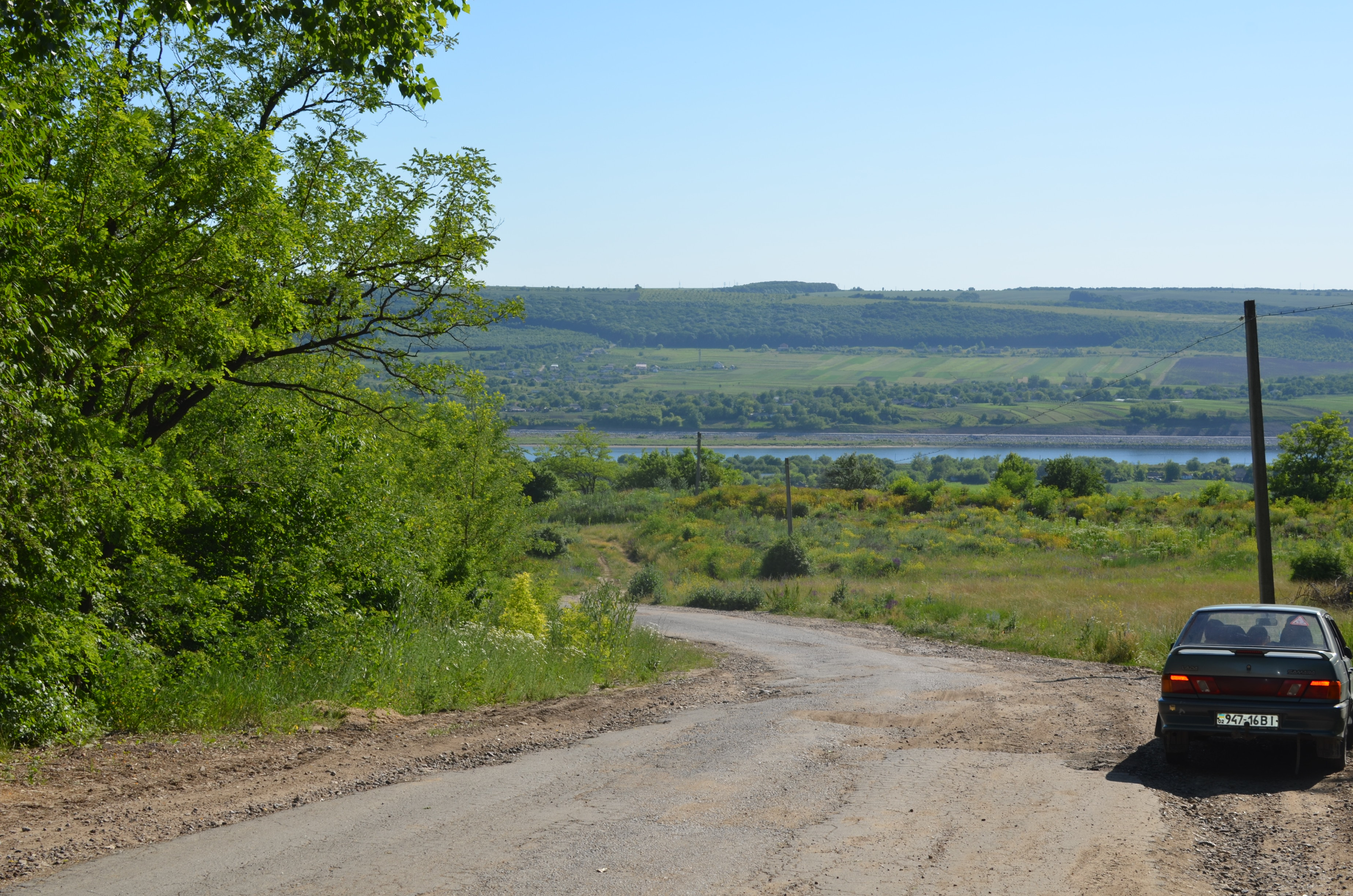
Вид на Дністер поблизу Нагорянського заказника
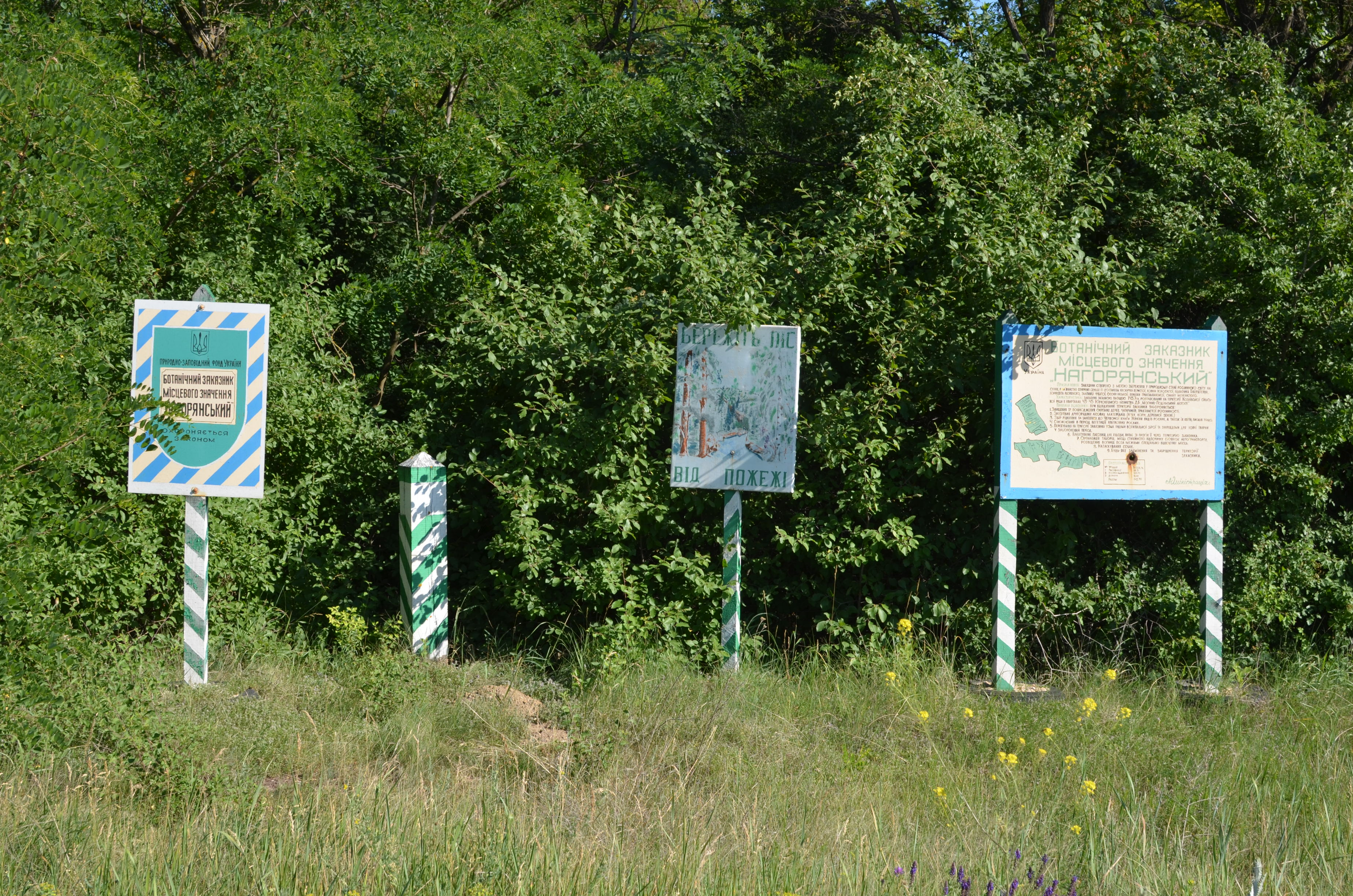
Нагорянський заказник
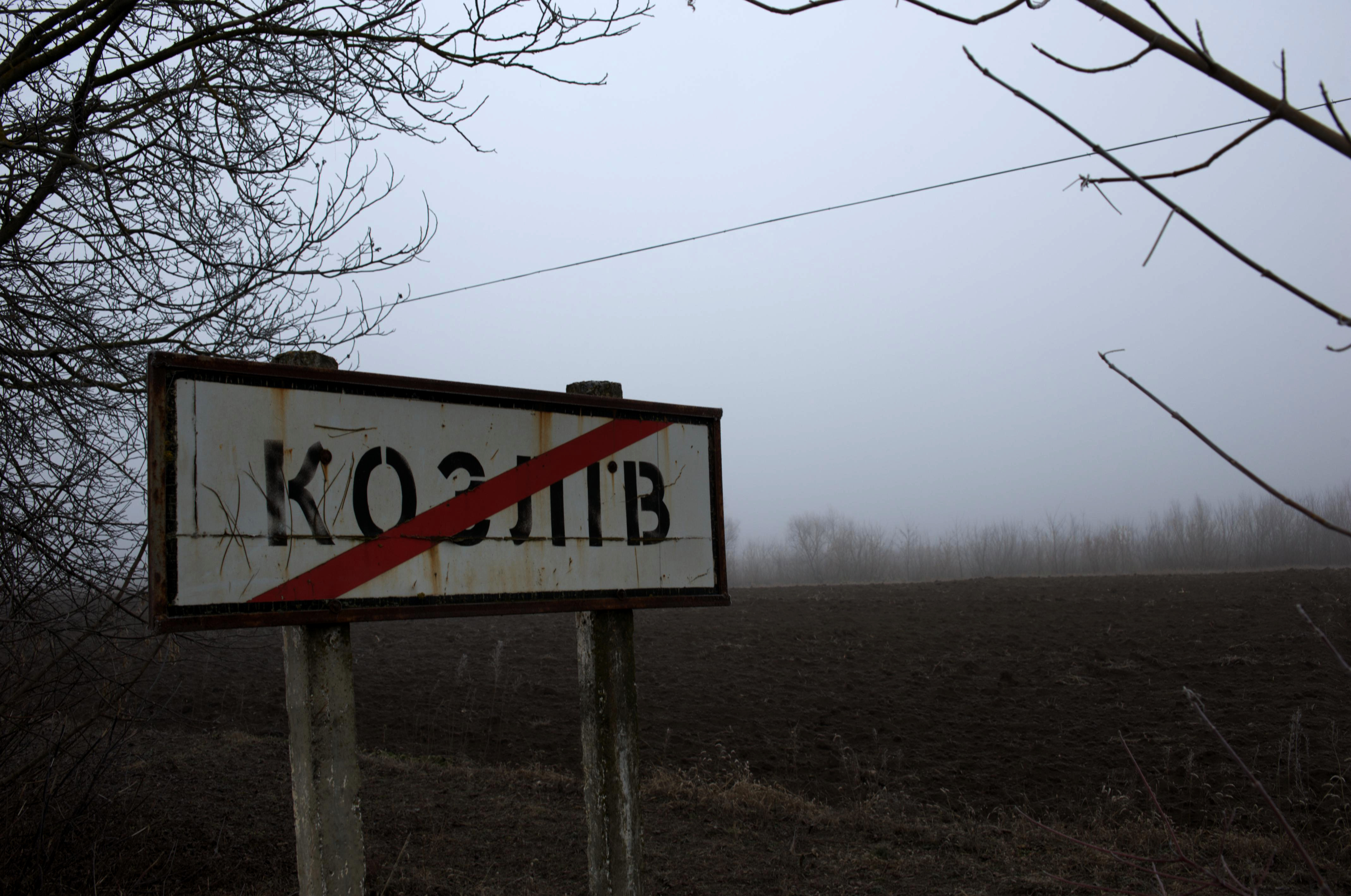
Знак при виїзді із села